# 오렌지 주스
오렌지 주스(orange juice)는 오렌지를 누르거나 짜서, 혹은 속을 부숴서 만든 과일 주스이다. 최대 수출국은 아르헨티나이고, 그 다음은 미국이다.
플로리다주의 경제에 오렌지가 차지하는 중요성이 크기 때문에 "Citrus sinensis 종 및 잡종의 다 익은 오렌지로부터 얻은 주스"는 1967년 플로리다 주의 공식 음료로 채택되었다.
오렌지 주스의 건강 가치에 대해서는 논란이 있다. 비타민 C가 다량 함유되어 있지만 청량 음료와 비교하면 단순 당의 함유량 또한 매우 높은 편이다. 그 결과 일부 정부의 영양적 충고가 수정되었는데 날 오렌지에서 난 오렌지 주스를 천천히 소비하고 일일 소비량에 제한을 둘 것을 권고하였다.

## 역사
제2차 세계 대전 중, 미국 병사들은 비타민 C가 풍부한 레몬 결정의 맛이 식욕을 돋우지 않아 거부했다. 따라서 미국 정부는 병사들의 영양 요구를 충족시키고, 바람직한 맛을 가지며, 괴혈병과 같은 질병을 예방할 수 있는 식품을 찾았다. 미국 연방 정부와 플로리다 감귤부는 과학자 그룹과 협력하여 1940년대에 사용 가능했던 통조림 오렌지 주스보다 우수한 제품을 개발했다. 그 결과는 냉동 농축 오렌지 주스였는데, 이는 전쟁이 끝난 지 3년 후였다.
1949년까지 플로리다의 오렌지 주스 가공 공장들은 천만 갤런 이상의 농축 오렌지 주스를 생산했다. 소비자들은 농축 통조림 오렌지 주스가 저렴하고 맛있으며 편리하고 비타민 C 함량이 높다는 점에서 좋아했다. 준비는 간단했다: 냉동 농축액 용기를 정량의 물에 비우고 저으면 되었다. 그러나 1980년대에 이르러 식품 과학자들은 재구성된 즉석 주스라고 알려진 더 신선한 맛의 주스를 개발했다. 결국 1990년대에는 "농축액 아님"(NFC) 오렌지 주스가 개발되었다. 오렌지 주스는 미국에서 흔한 아침 식사 음료이다.
플로리다 경제에서 오렌지의 중요성 때문에 "Citrus sinensis 종 및 그 잡종의 성숙한 오렌지에서 얻은 주스"는 1967년에 플로리다의 공식 음료로 채택되었다.

## 영양

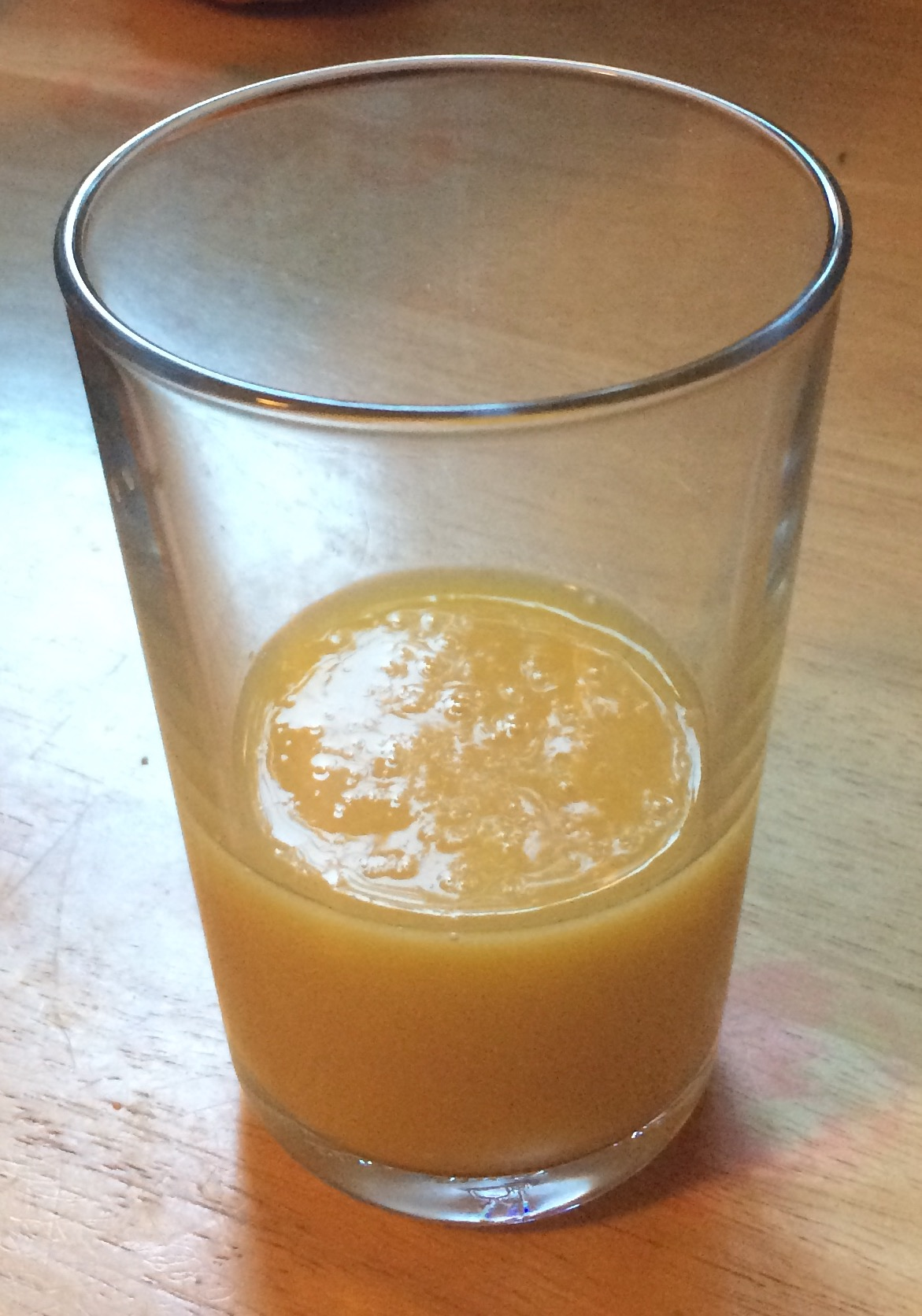
과육이 있는 오렌지 주스 한 잔

신선한 오렌지 주스 한 컵(250밀리리터 또는 8온스)은 88%가 물이며 26그램의 탄수화물(21그램의 설탕 포함), 2그램의 단백질, 각각 0.5그램의 식이 섬유와 지방을 함유하고 있다(표). 한 컵은 112 칼로리를 제공하며 비타민 C의 일일 섭취량 (DV)의 149%를 공급하고, 칼륨, 티아민, 엽산은 보통량(DV의 11-19%)을 함유하고 있다(표).
시트르산 함량 때문에 오렌지 주스는 산성인데, 일반적인 pH는 약 3.5이다.
2020년 기준으로 오렌지 주스 섭취는 영양 개선 및 심혈관계 질환에 미치는 잠재적 영향에 대한 예비 연구가 진행 중이었다.

## 상업용 오렌지 주스와 농축액

### 냉동 농축 오렌지 주스
상업적으로 착즙된 오렌지 주스는 저온 살균 및 여과된 후 진공 및 열 하에서 증발된다. 대부분의 물이 제거된 후, 무게 기준으로 약 65%의 설탕을 함유한 이 농축물은 약 10 °F (−12 °C)에서 저장된다. 진공 농축 과정에서 추출된 에센스, 비타민 C, 및 오일은 맛과 영양을 회복하기 위해 다시 첨가될 수 있다(아래 참조).
갓 해동된 농축 오렌지 주스에 물을 첨가하면 재구성되었다고 한다.
이 제품은 1948년 플로리다 대학교 감귤 연구 및 교육 센터에서 개발되었다. 이후 농산물로 부상했으며, 1966년부터 뉴욕에서 선물 계약이 거래되었다. FCOJ 옵션은 1985년에 도입되었다. 1950년대 후반부터 1980년대 중반까지 이 제품은 오렌지 주스 시장에서 가장 큰 점유율을 차지했지만, 1980년대에 농축액이 아닌 주스가 FCOJ를 추월했다.

### 농축액 아님
저온 살균 후 농축하지 않은 상태로 소비자에게 판매되는 오렌지 주스는 "농축액 아님"으로 표시된다. "농축액" 처리와 마찬가지로 대부분의 "농축액 아님" 처리도 주스의 자연적인 맛을 감소시킨다. "농축액 아님"의 가장 큰 생산자들은 주스를 무균 저장하여 산소를 제거한 상태로 최대 1년까지 보관하는 생산 공정을 사용한다.
산소를 제거하면 맛을 제공하는 화합물도 제거되므로 제조업체는 최종 단계에서 향미 팩을 추가하는데, Cook's Illustrated 잡지는 이를 "고도로 공학적으로 설계된 첨가물"을 포함한다고 설명한다. 향미 팩의 조성은 지역마다 다르다. 왜냐하면 전 세계 소비자들이 단맛, 신선함, 산미와 관련하여 다른 선호도를 가지고 있기 때문이다. 감귤 산업에 따르면, 미국 식품의약국은 향미 팩의 내용물을 제품 포장에 상세히 표기하도록 요구하지 않는다.
향미 팩의 일반적인 구성 요소 중 하나는 부티르산 에틸로, 사람들이 신선함과 연관시키는 천연 향이다. 이것은 저온 살균 및 저장 과정에서 주스에서 제거된다. Cook's Illustrated는 주스 샘플을 독립 연구소로 보냈는데, 갓 짜낸 주스에는 자연적으로 리터당 약 1.19mg의 부티르산 에틸이 포함되어 있는 반면, 상업적으로 가공된 주스에는 리터당 8.53mg이나 되는 높은 수준이 발견되었다.

### 통조림 오렌지 주스
신선한 오렌지 주스의 소량은 통조림으로 만들어진다. 통조림 오렌지 주스는 병에 든 주스보다 비타민 C를 훨씬 잘 보존한다. 그러나 통조림 제품은 실온에 12주 이상 보관하면 맛을 잃는다. 통조림 오렌지 주스 초기에는 주스의 산성 때문에 금속 맛이 났다. 1931년, 필립 필립스 박사는 이 문제를 제거하고 통조림 오렌지 주스 시장을 크게 늘린 플래시 저온 살균 공정을 개발했다.

### 갓 짜낸 비살균 주스

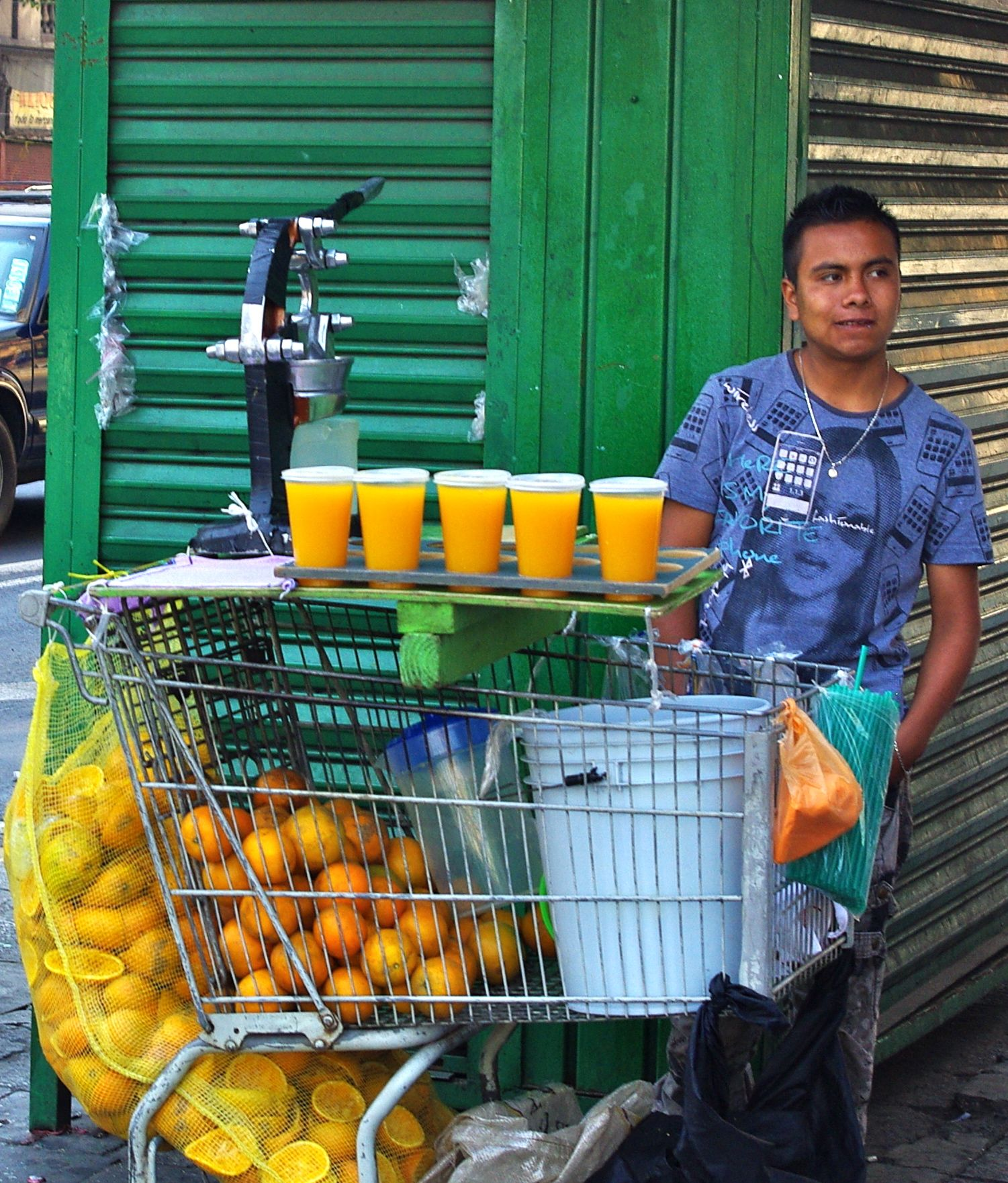
2010년 3월 멕시코시티 상인이 갓 짜낸 오렌지 주스를 들고 있는 모습

갓 짜낸 비살균 주스는 오렌지 자체를 섭취하는 것과 가장 가깝다. 이 형태의 주스는 오렌지를 짜내어 병에 담은 것으로, 첨가물이나 향미 팩이 전혀 들어가지 않는다. 이 주스는 저온 살균을 거치지 않는다. 보관 온도에 따라 갓 짜낸 비살균 오렌지 주스는 5일에서 23일까지의 유통기한을 가질 수 있다.

### 주요 오렌지 주스 브랜드
미국에서 주요 오렌지 주스 브랜드는 트로피카나 제품 (PAI 파트너스와 펩시코 주식회사 소유)이며, 시장 점유율의 거의 65%를 차지한다. 트로피카나는 라틴 아메리카, 유럽, 중앙 아시아에서도 큰 입지를 가지고 있다. 경쟁 제품으로는 미닛메이드 (코카콜라 컴퍼니 소유)와 플로리다스 내츄럴 재배자 (현지 소유이며 플로리다에서 재배된 오렌지만을 사용함으로써 경쟁사와 차별화되는 플로리다의 농업협동조합; 트로피카나와 심플리 오렌지는 국내산과 해외산 재고를 혼합하여 사용한다)가 있다.
호주에서는 Daily Juice (내셔널 푸드 소유)가 부분적으로 신선하고 부분적으로 보존된 오렌지 주스의 주요 브랜드이다.
영국에서는 주요 오렌지 주스 브랜드로 델 몬테와 프린시스가 있다.

### 첨가물
일부 생산자는 오렌지에 자연적으로 함유된 것 외에 시트르산이나 아스코르브산을 주스에 첨가한다. 일부는 다른 영양소도 포함한다. 종종, 저온 살균 과정에서 파괴된 비타민 C를 대체하기 위해 추가적인 비타민 C가 첨가된다. 추가적인 칼슘이 첨가될 수도 있다. 오렌지에 자연적으로 존재하지 않는 비타민 D도 첨가될 수 있다. 때로는 어유에서 추출한 오메가-3 지방산이 오렌지 주스에 첨가되기도 한다. 저산성 오렌지 주스 품종도 시판된다.
FCOJ 생산자들은 일반적으로 주스에서 대부분의 물을 제거하기 위해 증발기를 사용하여 무게를 줄이고 운송 비용을 낮춘다. 다른 주스 생산자들은 일반적으로 주스를 탈기하여 연중 훨씬 늦게 판매할 수 있도록 한다.
이러한 공정들이 오렌지 주스에 갓 짜낸 듯한 맛을 주는 독특한 향기 화합물을 제거하기 때문에, 생산자들은 나중에 이 화합물들을 "향미 팩"이라는 독점적인 혼합물로 다시 첨가하여 맛을 개선하고 일관된 연중 맛을 보장한다. 향미 팩의 화합물은 오렌지 껍질에서 오일을 짜내어 얻는다. 생산자들은 오렌지 주스 라벨에 향미 팩의 첨가를 명시하지 않는다.

### 오렌지의 종류

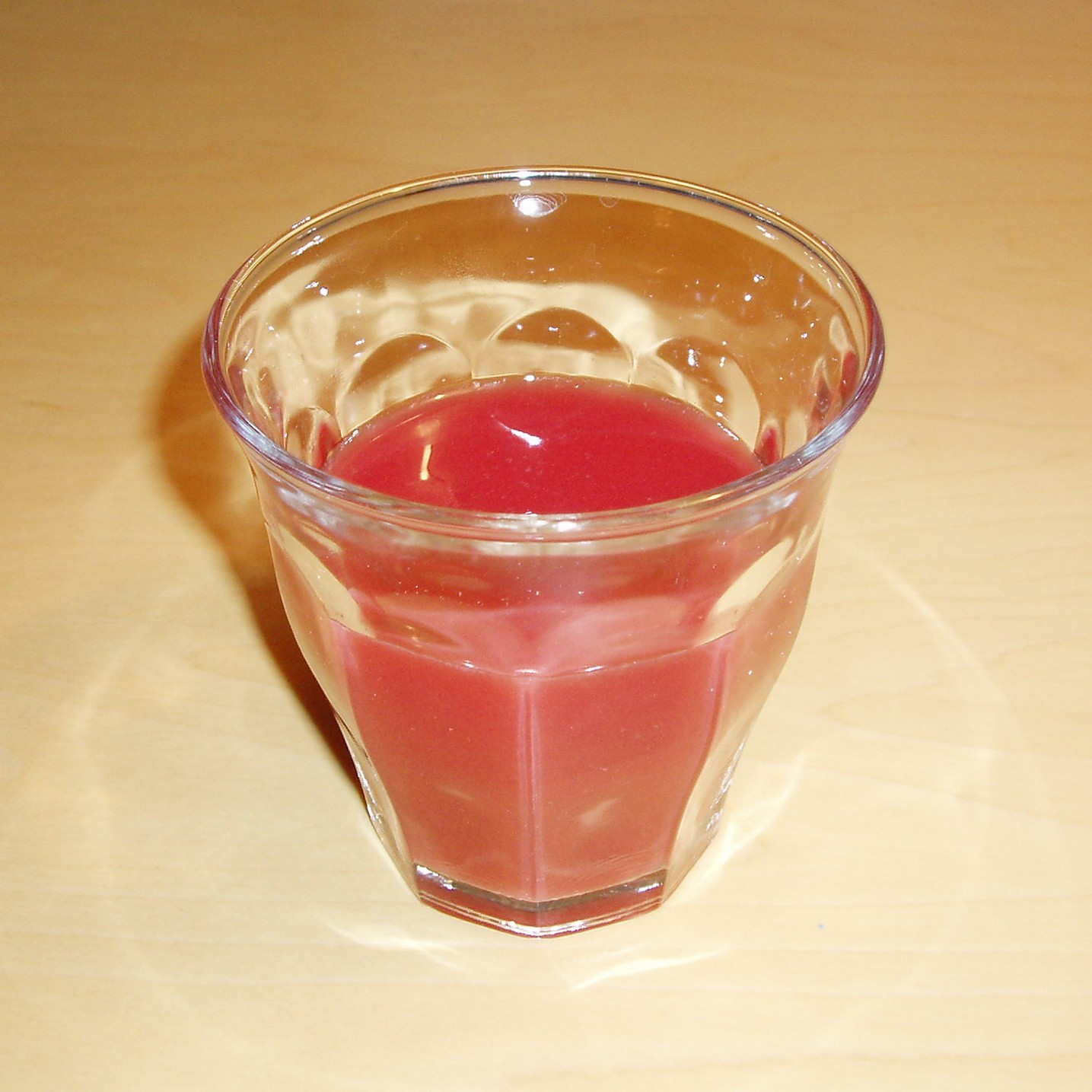
블러드 오렌지 주스 한 잔

일반적인 오렌지 주스는 스위트 오렌지로 만들어진다. 다른 재배품종 (예를 들어, 발렌시아, 햄린)은 다른 특성을 가지고 있으며, 생산자는 원하는 맛을 얻기 위해 재배품종 주스를 혼합할 수 있다. 오렌지 주스는 일반적으로 오렌지색과 노란색의 음영을 띠지만, 일부 루비 레드 또는 블러드 오렌지 품종은 붉은 오렌지색 또는 심지어 분홍빛을 띤다. 이는 루비 레드 오렌지의 다른 색소 때문이다.
블러드 오렌지는 스위트 오렌지의 변종이다. 만다린 오렌지와 클레멘타인 및 탄제린 품종은 종종 탄산 주스 음료에 사용된다.
다양한 유기농 오렌지 주스 브랜드가 시장에 출시되고 있다.

## 가공 및 제조

### 냉동 농축 오렌지 주스 제조
오렌지부터 냉동 농축 오렌지 주스까지의 가공은 오렌지 과일의 품질 검사로 시작하여 공정에 안전한지 확인한다. 그런 다음 과일을 깨끗이 세척하고 오렌지 껍질에서 오렌지 오일을 추출한다. 다음으로, 오렌지에서 주스를 추출하고 씨앗과 큰 과육 조각을 제거하기 위해 걸러낸다. 그 다음 주스는 주스에 있는 천연 효소를 비활성화하기 위해 190~200°F로 가열된다. 농축 단계는 고진공 증발기에서 이루어지며, 여기서 주스 내 수분 함량이 증발하고 주스 설탕 화합물과 고형물이 농축된다. 진공 증발기는 60~80°F 사이의 온도에서 작동하는 저온 낙하막 증발기이다. 증발기는 신선한 주스가 농축액이 지속적으로 제거되면서 첨가되는 방식으로 연속적으로 작동한다. 농축 과정은 주스의 가용성 고형분 비율을 12 °Brix에서 60~70 °Brix로 증가시킨다.
농축 주스는 냉장 탱크에 보관되며 갈변 및 원치 않는 맛의 발생을 방지하기 위해 35°F 이하로 저장된다. 다음으로, 농축 과정에서 손실된 오렌지 주스의 자연적이고 신선한 맛을 되살리기 위해 소량의 신선한 주스를 농축 주스에 첨가한다. 특정 냉압착 오렌지 오일은 손실된 향과 휘발성 풍미를 복원하는 데 사용된다. 신선한 주스를 첨가한 후, 브릭스 함량은 42°F로 감소한다. 이 신선한 주스는 업계에서 "컷백"으로 불리며 전체 주스의 7-10%를 차지한다. 오일 함량이 요구 수준 이하인 경우 오렌지 껍질 오일도 첨가된다. 농축액은 연속 냉각기 또는 냉장 탱크에서 20~25°F로 추가 냉각된다. 농축액은 뚜껑을 살균하고 캔에 진공을 형성하기 위해 증기 주입 방법을 사용하여 통조림으로 만들어진다. 캔은 -40°F의 공기 분사에서 천공된 벨트 위로 운반되어 최종 냉동 과정을 거친다. 냉동 후 제품은 0°F의 냉장 창고에 보관된다.

### "농축액 아님" 제조
단일 강도 오렌지 주스(SSOJ)는 "농축액 아님"(NFC) 오렌지 주스일 수도 있고, 특정 단일 강도 브릭스 수준에 도달하기 위해 농축액에 물을 첨가하여 재구성된 주스일 수도 있다. SSOJ의 가공 또한 오렌지 선택으로 시작된다. 오렌지 주스 생산에 가장 흔히 사용되는 오렌지 종류는 플로리다와 캘리포니아의 파인애플 오렌지, 발렌시아 오렌지, 워싱턴 네이블 오렌지이다. 제조 과정은 약 35,000~40,000파운드의 과일을 실은 트럭이 가공 공장으로 오렌지를 운반하면서 시작된다. 과일은 저장통에 들어가기 전에 부적합한 과일을 제거하기 위한 검사 및 등급 분류를 위해 공장에서 하역된다. 자동 샘플러는 산도와 가용성 고형분 측정을 위해 오렌지를 채취한다. 저장통은 가용성 고형분과 산의 비율에 따라 구성되어 균일한 풍미의 주스를 생산하는 데 적합한 오렌지를 혼합한다. 과일이 저장통을 떠난 후, 회전 브러시 세척기에서 세제로 세척되고 이어서 식수로 헹궈진다. 가공 단계 전반에 걸쳐 오렌지를 검사하고 손상된 과일을 폐기하는 시설이 여러 곳 있다.
오렌지는 롤러 컨베이어를 통과하며 과일의 모든 면이 노출된다. 롤러 컨베이어는 효율적으로 제작되어 조명이 잘 되어 있고, 편리한 높이와 너비로 설치되어 모든 검사관이 과일에 손을 뻗어 부적합성을 확인할 수 있다. 과일이 거부될 수 있는 몇 가지 이유는 곰팡이, 부패, 껍질 파열 등이다. 그 후, 오렌지는 주스 추출 전에 기계를 통해 크기별로 분리된다. 오렌지 주스 산업의 선도 기업들이 오렌지를 추출하는 여러 가지 방법이 있다. 일부 일반적인 방법은 과일을 반으로 자르고 오렌지를 압착/리밍하여 주스를 추출하는 것이다. 한 기구는 오렌지 껍질을 통해 튜브를 삽입하고 오렌지 전체를 짜서 튜브를 통해 주스를 강제로 빼낸다. 주스 추출에 사용되는 다양한 기계에도 불구하고, 모든 기계는 견고하고 빠르며 청소하기 쉽고 껍질 추출물이 주스로 들어가는 것을 줄이는 능력을 가지고 있다는 공통점을 가지고 있다. 추출된 주스 제품에는 오렌지 껍질이 포함되어 있지 않지만, 과육과 씨앗이 포함될 수 있으며, 이는 정제기에 의해 제거된다.
피니셔는 원통형 스크린에 0.020~0.045인치 크기의 구멍이 있는 원뿔형 나사로 구성된 나사형 디자인을 가지고 있다. 그 후, 완성된 오렌지 주스는 혼합 탱크를 통해 흐르며, 여기서 주스는 산과 가용성 고형분에 대해 테스트된다. 이 단계에서 제품이 단맛 또는 무설탕 음료인지에 따라 주스에 설탕을 첨가할 수 있다. 혼합 후, 오렌지 주스는 추출 중에 주스에 혼입된 공기를 제거하는 탈기 과정을 거친다. 탈기의 이점은 거품 제거, 캔 충전 균일성 개선, 열교환기 효율 향상 등이 있다. 오렌지 껍질 오일은 최대의 풍미를 위해 필수적이지만, 미국 통조림 오렌지 주스 등급 기준에 따르면 0.03%의 회수 가능한 오일이 허용된다. 진공 증류를 통한 탈유는 주스 내 껍질 오일의 양을 조절하는 데 사용되는 메커니즘이다. 응축은 오일과 수성 증류액을 분리하고, 이는 주스로 되돌아간다.
다음 단계는 오렌지 주스 가공에서 가장 중요한 단계 중 하나이다. 저온 살균은 주스의 열화와 관련된 자연 발생 효소를 파괴하는 데 중요하다. 펙틴에스터레이스는 오렌지 주스에서 열화 활성으로 악명이 높다. 저온 살균 과정에서 주스는 일반적으로 197°F로 약 40초 동안 빠르게 가열된다. 여러 산업 선도 기업들은 튜브형 또는 판형 열교환기를 사용하여 플래시 저온 살균을 수행한다. 과열을 방지하기 위해 주스를 빠르게 가열하려면 난류가 필수적이다. 캔은 저온 살균된 주스로 채워지고 즉시 뒤집어져 주스가 뚜껑 내부 부분을 살균하도록 한다. 오렌지 주스가 채워진 캔은 밀봉되고 컨베이어 벨트에서 시원한 물 스프레이 아래 회전하면서 90~100°F로 냉각된다. 저장 품질은 시간과 온도에 따라 결정된다. 주스는 열화를 방지하기 위해 시원한 온도에서 보관해야 한다.

## 표준 및 규제

### 캐나다 규정
캐나다 시장에서 오렌지 주스는 깨끗하고 건강하며 숙성된 오렌지에서 얻은 과일 주스여야 한다. 주스는 또한 100밀리리터당 최소 1.20밀리당량의 유리 아미노산을 함유해야 하고, 10밀리리터당 최소 115밀리그램의 칼륨을 함유해야 하며, 총 폴리페놀에 대한 최소 흡광도 값이 0.380이어야 한다. 설탕, 전화당, 포도당 또는 포도당 고형분과 같은 감미료를 첨가할 수 있다. 오렌지 주스는 감미료 성분을 제외하고 최소 9.7 브릭스 값을 가져야 하며, 무수 시트르산으로 계산했을 때 무게 기준으로 0.5%에서 1.8% 사이의 산을 함유해야 한다. 좋은 제조 관행에 따라 조정된 오렌지 에센스, 오렌지 오일 및 오렌지 펄프의 첨가가 허용된다. 오렌지 주스는 또한 설탕, 전화당, 건조 형태의 포도당, 포도당 고형분, Class II 보존료, 아밀레이스, 셀룰레이스 및 펙티나제를 함유할 수 있다.

### 미국 규정
미국에서는 오렌지 주스가 미국 보건복지부의 미국 식품의약국 (FDA 또는 USFDA)에 의해 규제되고 표준화된다. FDA에 따르면, 농축액에서 추출한 오렌지 주스는 물과 냉동 농축 오렌지 주스 또는 제조용 농축 오렌지 주스의 혼합물이다. 혼합물에 추가될 수 있는 재료에는 성숙한 오렌지에서 추출한 신선/냉동/살균 오렌지 주스, 오렌지 오일, 오렌지 과육이 포함될 수 있다. 또한 다음 선택적 감미료 중 하나 이상이 첨가될 수 있다: 설탕, 설탕 시럽, 전화당, 전화당 시럽, 포도당, 옥수수 시럽, 건조 옥수수 시럽, 글루코스 시럽, 건조 글루코스 시럽. 오렌지 주스는 추가된 감미료를 제외하고 오렌지 주스 가용성 고형분 비율을 나타내는 최소 브릭스 수준 11.8을 함유해야 한다.

### 영국 규정
영국에서 농축액에서 추출한 오렌지 주스는 농축 과일 주스에 물을 첨가한 제품이다. 초기 농축 과정에서 손실된 오렌지 주스의 맛이나 과육은 최종 제품에서 동일 종류의 평균 오렌지 주스와 동등하도록 복원될 수 있다. 복원된 맛이나 과육은 동일한 종의 오렌지에서 유래해야 한다. 주스의 산미 조절이나 단맛을 위해 설탕을 첨가할 수 있지만, 리터당 150g을 초과해서는 안 된다. 영국 전역에서 농축액에서 추출한 최종 오렌지 주스 제품은 추가된 감미료를 제외하고 최소 브릭스 수준 11.2를 함유해야 한다. 비타민과 무기질은 규정 (EC) 1925/2006에 따라 오렌지 주스에 첨가될 수 있다.

## 물리적 및 화학적 특성

### 분자 구성

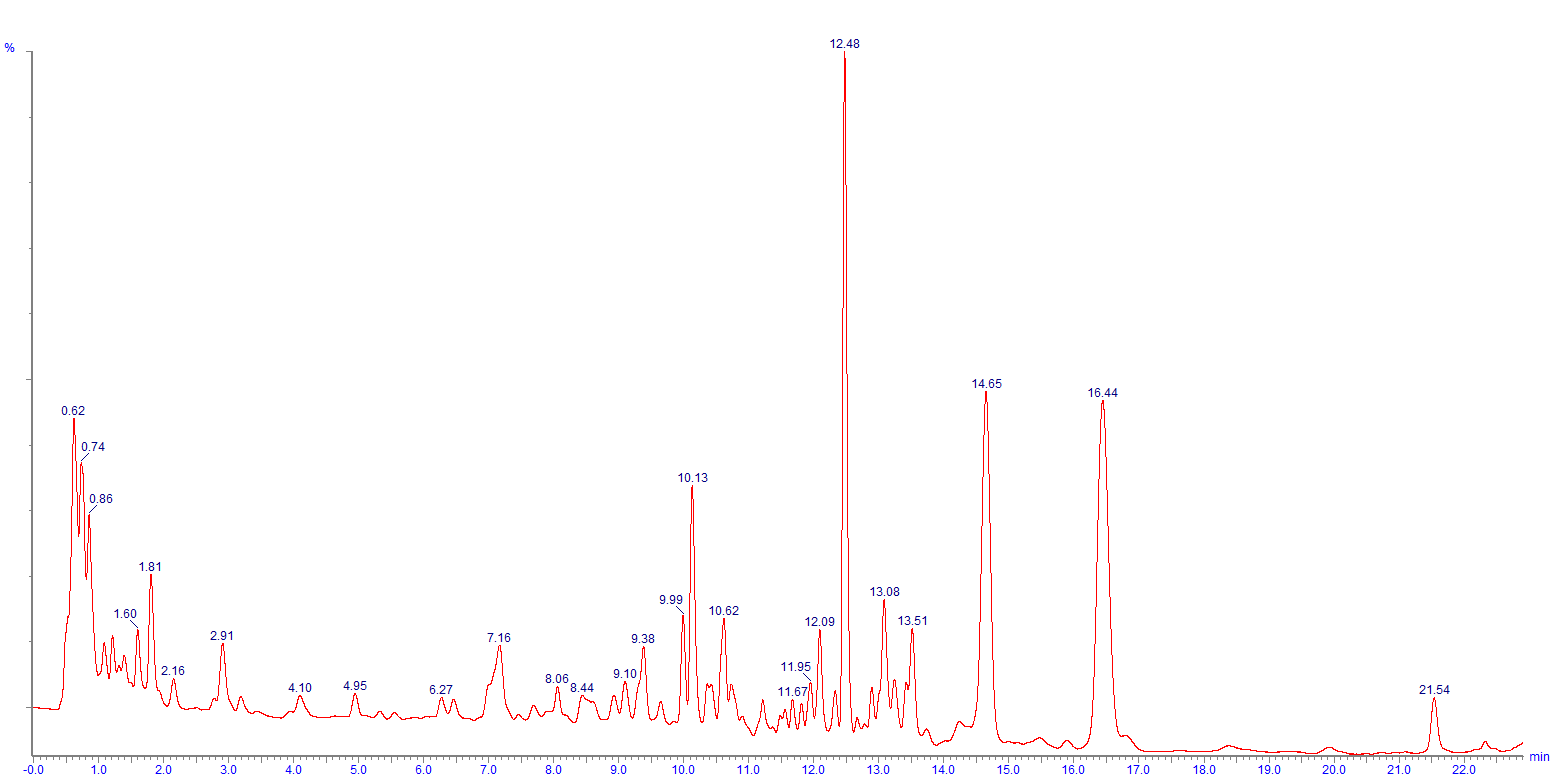
상업용 오렌지 주스를 UHPLC로 분리한 후의 UV 280 nm 크로마토그램으로, 다른 피크들과 함께 나리루틴과 헤스페리딘을 보여준다.

분자 수준에서 오렌지 주스는 유기산, 당, 페놀 화합물로 구성되어 있다. 오렌지 주스에서 발견되는 주요 유기산은 시트르산, 사과산, 아스코르브산이다. 오렌지 주스에서 발견되는 주요 당은 수크로오스, 포도당, 프락토스이다. 오렌지 주스에는 하이드록시신남산, 플라바논, 하이드록시벤조산, 헤스페리딘, 나리루틴, 페룰산 등 약 13가지 페놀 화합물이 있다.

#### 클라우드의 구성
클라우드는 오렌지 주스에서 0.05마이크로미터에서 수백 마이크로미터에 이르는 크기의 부유 입자 부분이다. 클라우드는 오렌지 주스의 색, 향, 질감, 맛 등 여러 감각적 특성을 담당한다. 클라우드의 연속 매질은 설탕, 펙틴, 유기산 용액으로 구성되며, 분산된 물질은 과일 가공에서 미세 분쇄된 세포 조직으로 형성된다. 특히, 주스의 혼탁함은 펙틴, 단백질, 지질, 헤미셀룰로스, 셀룰로스, 헤스페리딘, 색소체, 비정질 입자, 기름 방울에 의해 발생한다. 특히 클라우드의 화학적 조성은 4.5~32%의 펙틴, 34~52%의 단백질, 25%의 지질, 5.7%의 질소, 2%의 헤미셀룰로스, 2%의 회분, 그리고 2% 미만의 셀룰로스로 구성된다.

### 물리적 구조
오렌지 주스는 투명한 혈청 내에 이질적인 입자들이 떠 있는 현탁액이다. 혈청은 원심분리를 통해 클라우드가 침전된 후의 투명한 상등액이다. 이전에 언급된 클라우드는 현탁액의 큰 부분을 차지한다.
오렌지 주스에서 현탁액이 불안정하면 클라우드 입자가 응집하여 현탁액이 물리적으로 분해될 수 있다. 현탁액이 불안정해지면 클라우드가 분리되어 감귤 주스가 맑아질 수 있다. 펙틴 메틸 에스테라아제의 활성은 펙틴과 클라우드 단백질 간의 상호작용을 증가시켜 단백질-펙틴 응집을 유도했다. 클라우드의 불용성 물질은 70°C 이상 및 pH 3-4 조건에서 응집하며, 이때 단백질이 응고하고 응집한다. 클라우드 응집은 pH 3.5에서 강화되며, 이는 오렌지 주스에서 바람직하지 않은 투명화를 초래할 수 있다.
현탁액은 제타 전위가 25mv보다 작을 때 불안정하다. 제타 전위는 입자 간의 정전기적 힘의 크기를 나타내는 척도로, 입자 간의 반발력과 인력에 영향을 미친다. 낮은 제타 값은 반발력이 클라우드 입자 간의 반데르발스 인력을 극복하지 못하여 응집하기 시작함을 의미한다. 클라우드 입자의 응집은 주스에 필수적인 자유 흐름 특성을 방해한다. 높은 제타 전위는 입자-입자 응집을 억제하고 오렌지 주스의 자유 흐름 특성 및 균일한 분산을 유지한다.
클라우드 입자에 흡착된 유기 방울은 입자의 평균 밀도를 혈청의 밀도에 가깝게 감소시켜 현탁액을 안정화한다. 그러나 많은 양의 유기 방울은 클라우드 입자가 표면으로 떠오르게 하여 현탁액의 완전한 파괴를 유발할 수 있으므로 문제가 될 수 있다. 클라우드 입자는 pH가 감소함에 따라 음전하가 감소한다. 클라우드 안정성과 관련하여 입자의 수화는 전기 전하보다 더 중요하다.

#### 열처리
오렌지 주스가 열처리되면 미세 입자의 수가 증가하고 거친 입자의 수가 감소한다. 특히 미세 입자는 오렌지 주스의 외관, 색상, 풍미를 담당한다. 열처리는 펄프 부피, 클라우드 안정성, 혈청 탁도, 혈청 점성도에 중요한 역할을 한다. 열처리는 효소 비활성화를 통해 클라우드를 안정화하고 안정적인 클라우드 형성의 탁도를 향상시킨다. 혈청 점성도의 증가는 펙틴 물질이 혈청으로 추출되기 때문이다. 스토크스 법칙에 따르면, 혈청 점성도의 증가는 향상된 클라우드 안정성의 원인이다. 펄프 부피와 관련하여 가열된 주스의 펄프는 가열되지 않은 주스 펄프보다 더 미세하고 밀집되어 있었으며, 이는 부피가 크고 부드러웠다.

#### 펄프의 특성
오렌지 주스에서 과육은 바람직한 유동 특성, 맛, 향미, 구강감을 담당한다. 그러나 과육이 있는 오렌지 주스는 현탁 입자의 직경, 밀도, 점도, 그리고 현탁 주스에 따라 결정되는 속도로 침전된다. 오렌지 주스에 현탁 상태를 유지하기 위해 과육 입자는 적절한 입자 크기, 전하, 비중을 가져야 한다. 가공 방법에 따라 과육 입자의 크기는 2–5 밀리미터 (0.08–0.2 in) 범위이다. 2 mm (0.08 in)보다 작은 입자는 더 안정적인 것으로 알려져 있으므로, 주스 제품에 하이드로콜로이드를 첨가하여 입자 크기를 줄이는 것이 유리하다. 하이드로콜로이드는 침전물 형성 속도를 줄이고 과육 입자의 침강 속도를 줄인다.

#### 하이드로콜로이드
하이드로콜로이드는 물에 분산되면 점성 분산액과 젤을 형성하는 긴 사슬 폴리머이다. 식품 제품에서 유화, 농후화, 코팅, 젤화, 안정화 등 다양한 기능적 특성을 가지고 있다. 하이드로콜로이드가 식품에 사용되는 주요 이유는 식품 시스템의 유변학적 특성을 변경하는 능력 때문이다. 하이드로콜로이드는 유동 거동과 질감과 같은 기계적 고체 특성을 통해 점도에 영향을 미친다. 주스 제품을 안정화하는 데 사용되는 몇 가지 일반적인 하이드로콜로이드는 젤란 검, 소듐 카르복시메틸셀룰로스, 잔탄, 구아 검, 아라비아 검이다. 앞서 언급된 하이드로콜로이드들은 일반적으로 모조 오렌지 주스 생산에 사용되며 종종 합성 하이드로콜로이드라고 불린다. 펙틴은 천연 오렌지 주스에서 발견되는 하이드로콜로이드이다.

#### 펙틴의 특성
펙틴은 오렌지 과육에 있는 수용성 고분자 물질로, 아라비노스와 갈락토스의 카르복실기 75%를 함유한다. 펙틴 화합물은 복합 헤테로폴리사카라이드로, 그 화학적 조성은 D-갈락투론산 단위의 축-축 α-1,4 결합 사슬 구조와 L-람노스 영역 블록을 포함하며, 아라비노스, 갈락토스, 자일로스의 측쇄를 가진다. 펙틴 메틸에스터레이스는 카르복시메틸 에스터를 가수분해하고 자유 카르복실기 및 메틸 알코올을 방출하는 효소이다. 자유 카르복실기는 양이온과 상호작용하여 불용성 펙트산 이가 금속 이온 복합체를 형성한다. 이 금속 이온 복합체는 주스 내에서 침전되어 오렌지 주스에 있는 모든 콜로이드를 함께 운반한다. 이 효소는 클라우드를 응집시키고 오렌지 주스를 투명하게 만든다. 따라서 오렌지 주스 클라우드를 온전하게 유지하려면 펙틴에스터레이스를 비활성화하는 것이 중요하다. 펙틴에스터레이스는 주스를 90°C에서 1분 동안 가열하여 비활성화된다.

#### 펙틴의 상호작용
펙틴의 용액 거동은 수소 결합, 이온성 특성, 소수성 특성을 포함한 여러 요인에 의해 크게 영향을 받는다. 수소 결합은 pH가 pKa보다 작을 때 선호되며, 이온성 특성은 pH가 pKa보다 클 때 선호된다. 이온성 특성은 자유 카르복실기 함량과 양이온의 존재에 의존하며, 높은 수분 활성도에서 선호된다. 전하-전하 반발력과 중성 측쇄의 존재는 펙틴 분자들 간의 분자간 결합을 억제하는 데 필수적이다. 오렌지 주스 내 메틸 에스터 함량은 소수성 특성을 결정하며, 이는 낮은 수분 활성도에서 선호된다.
펙틴과 헤스페리딘 사이에는 헤스페리딘 분자에 있는 당 부분들을 통한 특정한 상호작용이 있다. 산 가수분해를 통해 헤스페리딘에서 람노스와 포도당 당 부분이 제거되면 헤스페리딘과 펙틴 간의 상호작용이 깨진다. 수소 결합은 펙틴의 중성 당과 헤스페리딘의 당 부분의 특정한 상호작용에서 역할을 한다. 중성 당 가지의 구조적 함량이 높은 폴리머는 중성 당 가지의 함량이 낮은 폴리머보다 헤스페리딘과 더 단단하고 강하게 상호작용한다. 펙틴과 헤스페리딘 간의 상호작용은 오렌지 주스 내 콜로이드 현탁액이 안정성을 유지할 수 있게 하는 요인 중 하나이다.

## 소비량
산업 데이터에 따르면, 미국의 오렌지 주스 소비량은 꾸준히 감소하고 있다. 2008-2009년 작물연도에 미국인들은 약 865,000톤의 오렌지 주스를 소비했다. 2022-2023년 작물연도에는 이 수치가 약 500,000톤으로 떨어졌으며, 이는 연평균 약 4%의 감소율을 나타낸다. 이러한 감소에 기여하는 요인으로는 오렌지 주스 가격 상승과 오렌지 수확에 영향을 미치는 악천후 등이 있다.

## 같이 보기
- 주스 목록
- 그레이프프루트 주스